# Велика пожежа (Рим)
41°53′35″ пн. ш. 12°28′58″ сх. д. / 41.8931° пн. ш. 12.4828° сх. д.
Велика пожежа Риму (лат. Magnum Incendium Romae) — пожежа, яка спустошила 11 з 14 кварталів Рима за імператора Нерона, в липні 64 року. Пожежа розпочалась в ніч на 19 липня в крамницях, розташованих на південно-східному боці Великого цирку. До ранку полум'я охопило більшу частину міста і тільки через 6 днів вдалося зупинити його поширення. Тільки 4 квартали повністю вціліли, 3 квартали були повністю зруйновані, а 7 серйозно пошкоджено. Головним джерелом про подію є записи давньоримського історика Тацита.

## Передумови
Пожежі неодноразово знищували частини Риму. В 6 році н. е., пожежа призвела до запровадження когорт вігілів. У 12 році вогонь зруйнував Базиліку Юлія. В 14 році — Базиліку Емілія. В 22 році сталася пожежа на Марсовому полі. В 26 році — на пагорбі Целій. Пожежа 36 року знищила Великий цирк.
Хоча вода до Риму постачалася 9-ма акведуками, не існувало спеціальної протипожежної інфраструктури. Гасіння пожеж відбувалося водою з відер, ковдрами, оцетом і знесенням будівель для перешкоджання поширенню вогню. Спеціальна посада, Куратор Акварум, слідкував, щоб ніхто не користувався водою з акведуків, не сплачуючи ліцензійний збір.
Населення Риму в 64 році н. е. становило понад мільйон осіб. Окрім офіційно зареєстрованих громадян, у місті проживала велика кількість неврахованих до списку рабів, сезонних робітників з ближніх провінцій, а також нелегальні мігранти з прилеглих до кордонів імперії країн.

## Перебіг лиха
Пожежа почалася в нетрях на південь від Палатинського пагорба, поблизу Великого цирку. Ймовірно, вона спалахнула в крамницях, де зберігалося багато легкозаймистих товарів і збіжжя. Будинки в цьому районі горіли дуже швидко, і вогонь поширився на північ, чому сприяв напрямок вітру. Вогонь вирував 6 днів. Три з 14 районів Риму були повністю знищені; лише 4 залишилися зовсім неушкодженими величезною пожежею. Сотні людей загинули у вогні, а багато тисяч залишилися без даху над головою. В місті почалося мародерство. Вігіли мусили руйнувати ще цілі споруди, щоб не допустити поширення пожежі далі.
Імператор Нерон був у сусідньому місті, проте повернувся до столиці, коли пожежа загрожувала його палацу, збудованому між вежею Мецената та Палатинським пагорбом. Нерон відкрив свої приватні сади, Марсове поле та громадські будівлі Агріппи, щоб розмістити постраждалих.
Храм Юпітера Статора, Будинок весталок та палац Нерона, Домус Транзиторія, були пошкоджені або зруйновані. Також у вогні була знищена частина Форуму, де жили та працювали римські сенатори.

## Наслідки

### Руйнування
У Великій пожежі загинули сотні людей. Близько 200 тис. римлян втратили дім. Повністю чи частково згоріли 10-12 тис. інсулій (жител нижчих верств) та кілька сотень домусів (жител еліти). Нерон заборонив власникам доступ до залишків їхніх жител, поки згарища й завали не будуть розібрані робітниками.

### Перебудова Риму
Для постраждалих збудували тимчасове житло. Їжу привозили з Остії та сусідніх міст, а ціну на зерно знизили. Велика пожежа знищила багату забудову пагорбів Палатин та Есквілін, де жили представники вищих класів суспільства. Це спричинило їхнє невдоволення, особливо після збільшення податків на ремонт. Настрої еліти виразно спрямувалися проти Нерона. Щоб відбудувати спустошені частини Риму, Нерон вирішив збільшити податки на провінції. Потім вперше в історії Риму були випущені монети, що прирівнювалися до срібних, але мали тільки 80 % срібла.
Після пожежі Нерон використав постраждалу територію, де для нього збудували Золотий палац (Domus Aurea), що охоплював значну частину Оппійського пагорба. Це стало підставою для звинувачень, що імператор і був організатором пожежі. Відбудовані римські вулиці зробили ширшими, з пішохідними аркадами та достатніми запасами води, щоб загасити будь-яку майбутню пожежу. Уламки зруйнованих споруд використовували для засипання навколишніх боліт, які поширювали малярію. Були запроваджені нові правила, включаючи обмеження висоти будівель та вимоги щодо вогнетривких будівельних матеріалів, таких як цегла та камінь. Вігіли отримали більші повноваження для запобігання майбутнім катастрофам.
Після самогубства Нерона в 68 році Флавії приписали йому більші збитки від пожежі.

### Звинувачення у підпалі

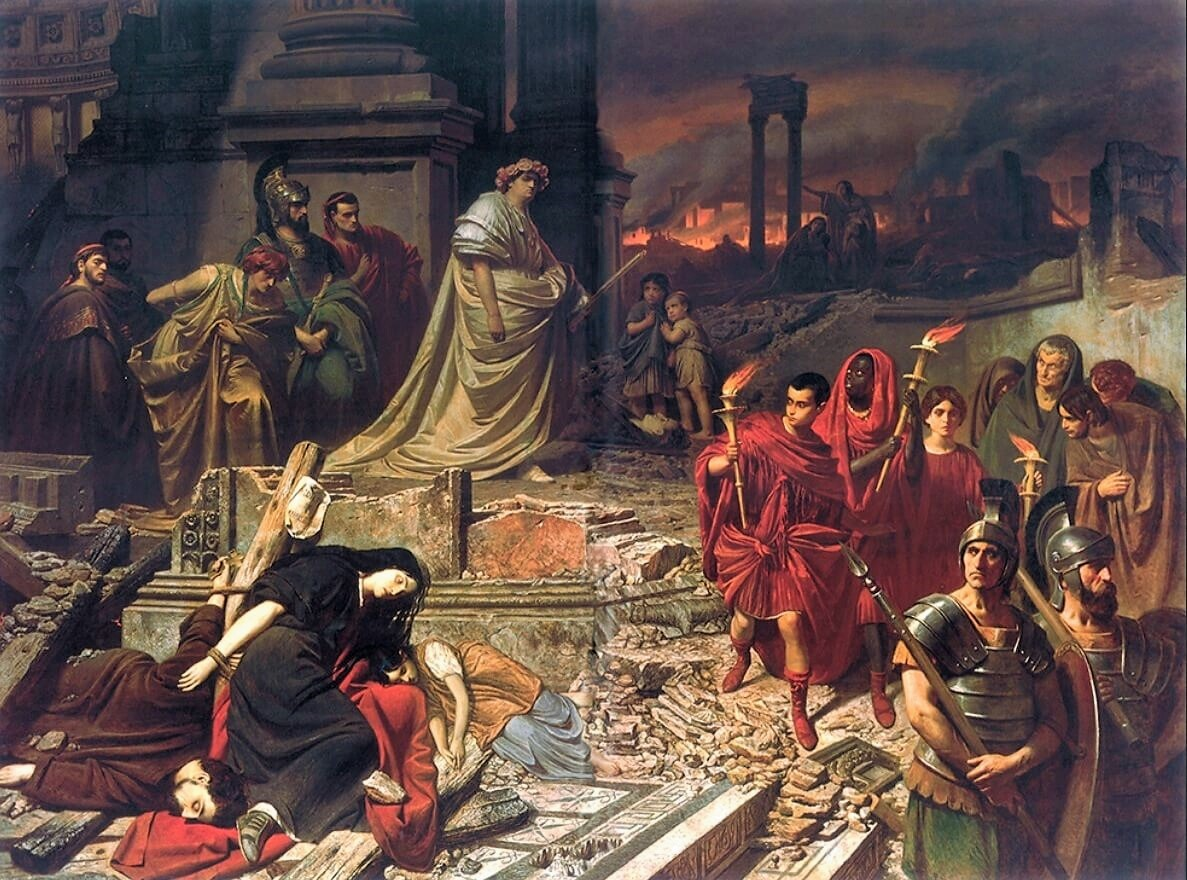
«Нерон дивиться на палаючий Рим». Карл Теодор фон Пілоті,. 1861

Супротивники імператора звинуватили у підпалі Нерона і розповсюджували чутки про це. Цьому сприяла подальша перебудова міста і запровадження Нероном нових норм будування. Популярна легенда стверджує, що імператор грав на скрипці, поки місто горіло. Насправді скрипки на той час не існувало, натомість Нерон був добре відомий своїм талантом гри на лірі й часто складав власну музику. Проте Нерон на час пожежі перебував за 35 км у прибережному місті Антіум на південь від Риму. Історик Светоній стверджував, що Нерон хотів зруйнувати тісне старе місто з метою звести новий Рим, про який він мріяв. Для цього він наказав вігілам користуватися облоговими машинами. На протилежність йому Тацит (який жив у час пожежі) писав, що великої шкоди завдали мародери. Але версія Светонія лишилася найпопулярнішою та вплинула на наступні трактування події. Тацит також згадує чутки, що Нерон співав нині втрачену поему «Падіння Трої», дивлячись на пожежу.
Нерон використав пожежу для власної пропаганди, щоб придушити зростаючий вплив християн у Римі. Сотні християн було заарештовано, страчено чи піддано тортурам під приводом того, що вони мають якийсь стосунок до пожежі.

## Археологічні свідчення
Багато доказів Великої пожежі було виявлено під час розкопок 1981—1986 років під керівництвом Клементини Панелли. Під час цих досліджень археологи виявили фрагменти доричного фризу колони, збудованого за часів Августа, які мали ознаки горіння; обгорілі залишки сходів, що колись вели до невеликого храму, розташованого в північно-східному куті Палатину; решітку, яка була сильно деформована сильним нагріванням серед уламків, та фрагменти базальту, які явно тріснули від тепла; обпалені підлоги та тротуари; а також обгорілі предмети домашнього вжитку та майстерні, такі як горщики та інша кераміка, залишки обвугленої деревини, попіл, а також обгорілі металеві предмети.

## У мистецтві
У п'єсі «Трагедія Нерона» (1624) англійського драматурга Натаніеля Лі, кіфара чи лютня Нерона була названа скрипкою. У 1649 році драматург Джордж Деніел повторив цю деталь і відтоді закріпилося хибне уявлення, що імператор грав на скрипці, дивлячись, як палає Рим.
Пожежу зображали такі художники, як Роберт Г'юберт («Римська пожежа», 1785 і 1797), Карл Теодор фон Пілоті («Нерон дивиться на палаючий Рим», близько 1861), Ганс Макарт («Нерон під час пожежі Риму», 1865).

Для широкої публіки XX століття найбільший вплив на формування поганої репутації Нерона мав польський письменник Генрик Сенкевич. Його книга «Quo Vadis» (1896), що розповідає про правління Нерона та пожежу Риму, невдовзі здобула міжнародну популярність. Письменник використав постать Нерона, щоб засудити дії російського царя Олександра II щодо Польщі та польської католицької церкви приблизно за 20 років до публікації своєї книги. Посилаючись на праці Тацита, Светонія та Діона Кассія, Сенкевич називає Нерона єдиним винуватцем пожежі. Роман кілька разів екранізовувався.

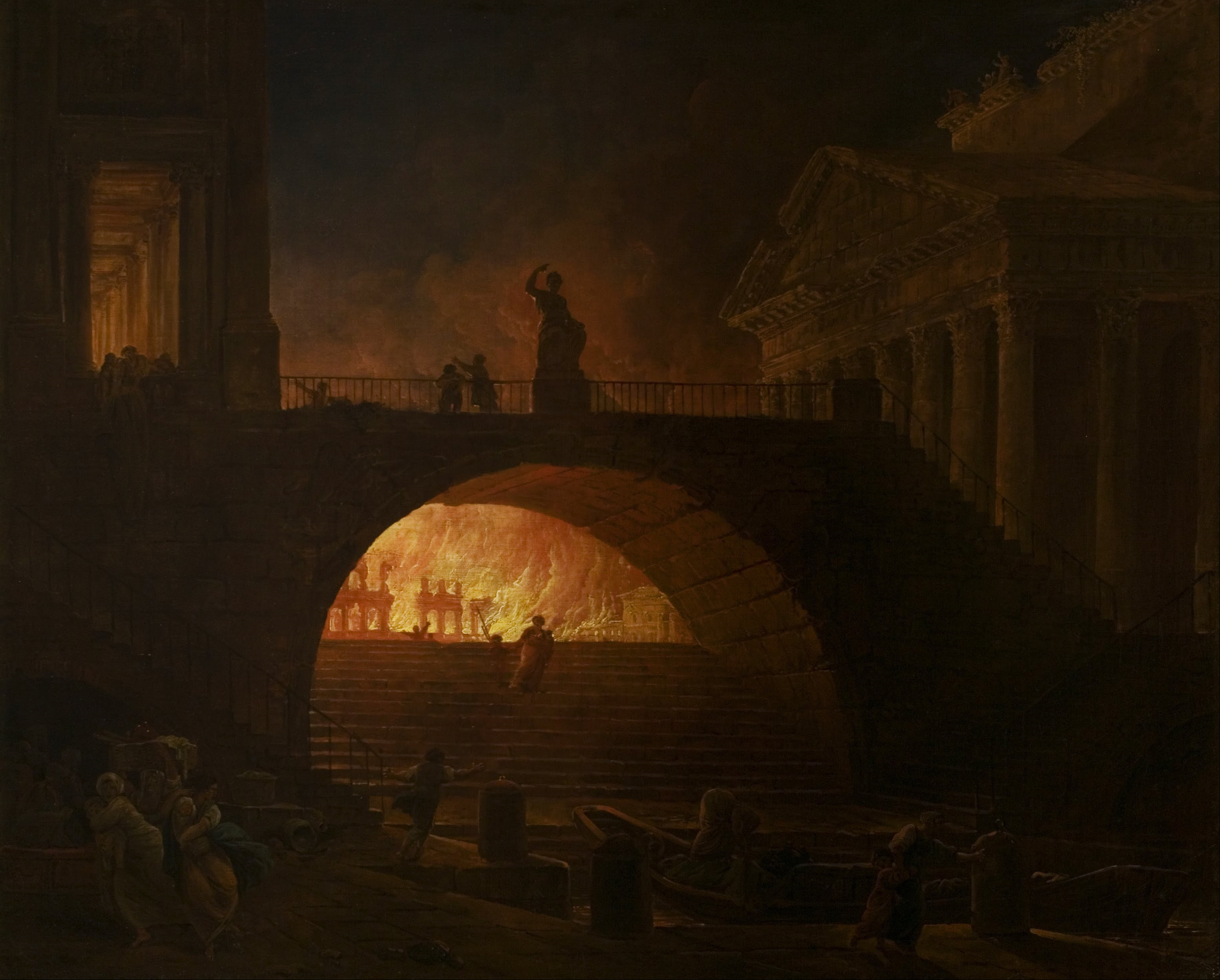
Роберт Г'юберт, «Римська пожежа»
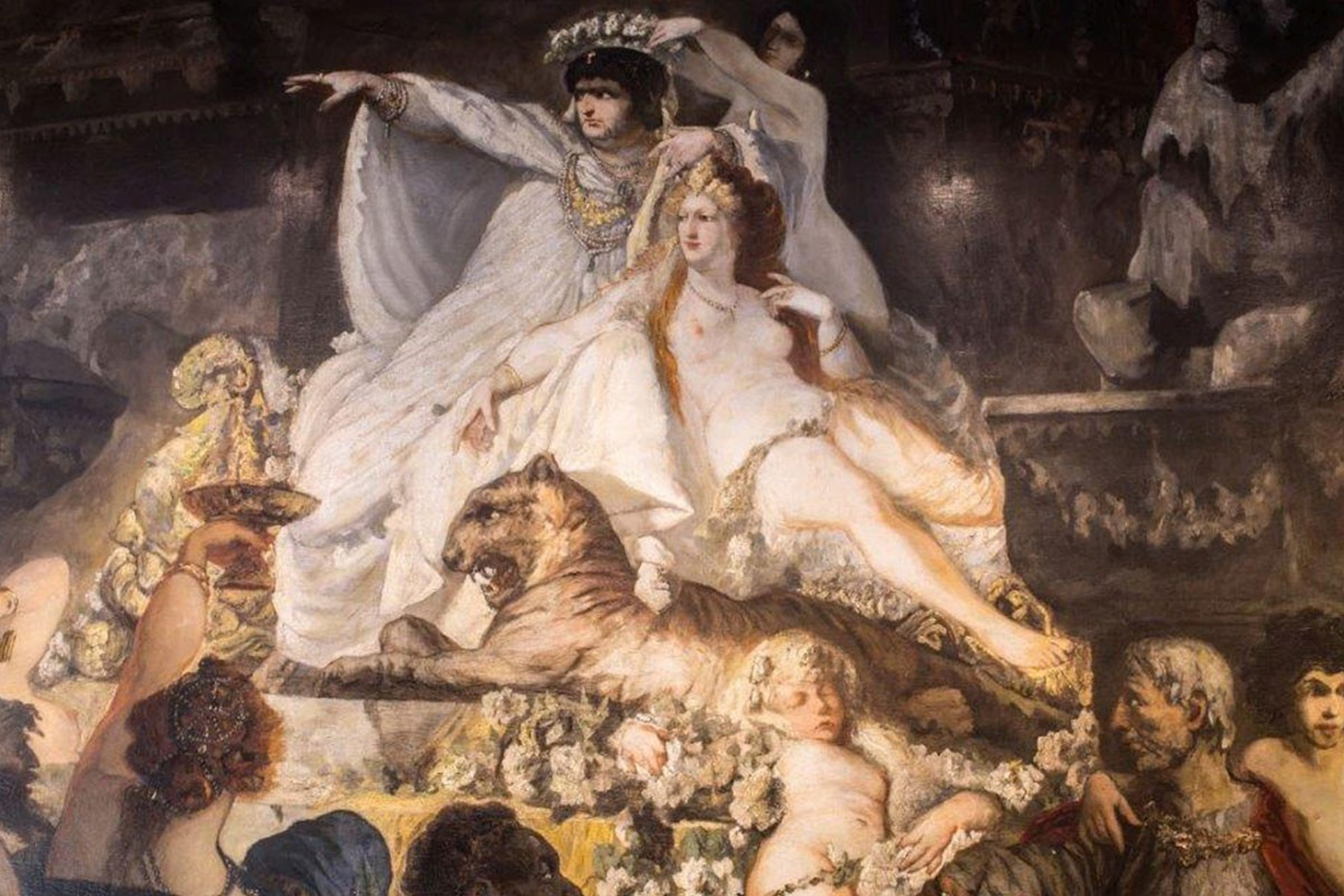
Карл Теодор фон Пілоті, «Нерон дивиться на палаючий Рим»
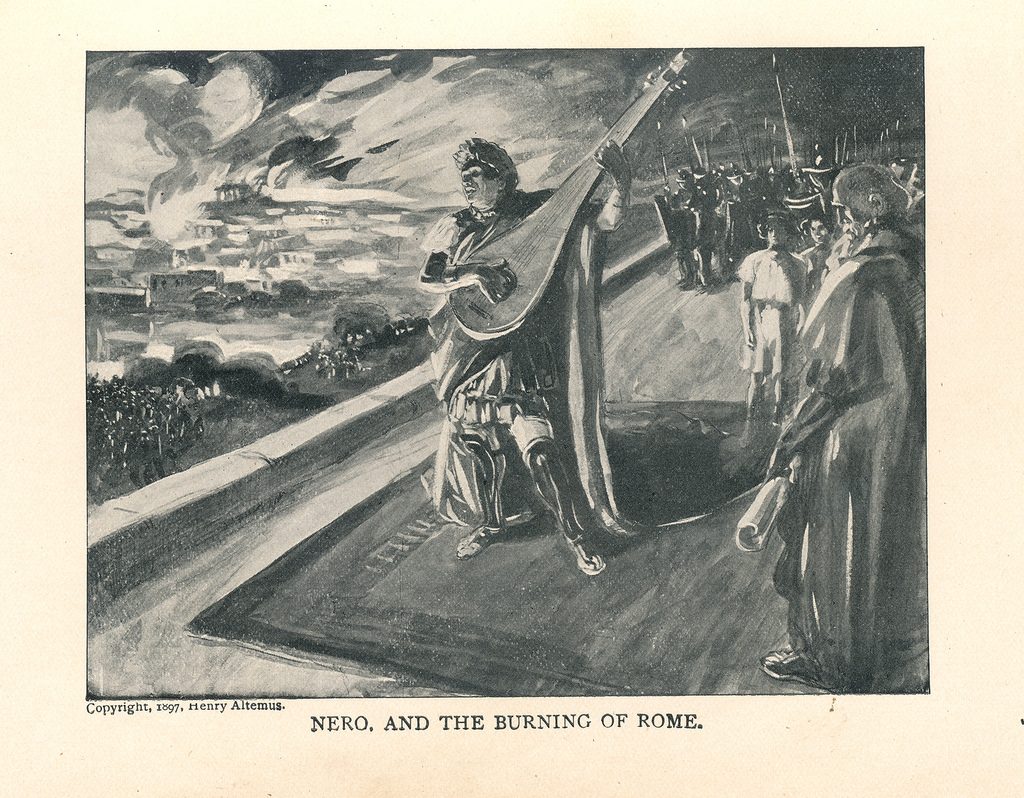
Макс де Ліпман, ілюстрація до «Quo Vadis»